# فيكتور هيرمان
فيكتور هيرمان (بالإنجليزية: Victor Herman)‏ هو كاتب أمريكي، ولد في 25 سبتمبر 1915 في ديترويت في الولايات المتحدة، وتوفي في 25 مارس 1985.